# HC Eersel
Hockey Club Eersel is een Nederlandse hockeyclub uit het Brabantse Eersel.
De club is opgericht in 1974 en speelt op sportcomplex “Dieprijt”. Daar heeft het de beschikking over 2 zandingestrooide kunstgrasvelden. Het tenue bestaat uit een geel shirt/blouse, een marineblauwe broek/rok en gele kousen.
Sinds twee jaar heeft Eersel een Heren Jong Senioren team (HJ1), dat uitkomt in de tweede klasse. Dit team is binnen twee jaar tweemaal gepromoveerd (één kampioenschap, één tweede plaats) en kwam in het voorjaarsseizoen van 2017 uit in de 2e klasse. Na een matige eerste seizoenshelft wist HC Eersel zich te herpakken en sloot het seizoen af op een gedeeld tweede plaats, net niet goed genoeg voor promotie naar de hoogste klasse.
In het najaarsseizoen van 2017 speelde HJ1 voor het eerst in de clubhistorie in de tweede klasse, poule A. Daarin heeft de HJ1 van Eersel gestreden tegen onder meer Eindhoven, Weert, HOD, HCAS, Heeze en Venlo als tegenstanders. Hier wist Eersel een verdienstelijke tweede plaats te bemachtigen.
Het daaropvolgende seizoen lenteseizoen van 2018 heeft Eersel zich wederom knap staande gehouden in de bovenste posities van de 2e klasse, met onder andere HC Den Bosch, Heeze, HC Helmond,HC Oss en Rosmalen als tegenstanders. Met slechts twee verliespartijen moest Eersel enkel Helmond boven hen dulden.
Per 24 maart 2019 strijdt Eersel samen met Maastricht, HC Helmond, Best, Heeze en Basko om het felbegeerde kampioenschap in de 2e klasse. Dit seizoen is tevens het laatste moment voor de HJ1 om zich te manifesteren als jong-senioren. Vanaf augustus 2019 gaat de HJ1 over naar H1.
Verder heeft de club een Heren veteranen team, twee damesteams en veel jeugdteams dankzij haar vele jeugdleden.